# André Aciman
André Aciman (Alejandría, 2 de enero de 1951) es un escritor, profesor universitario, crítico literario y periodista italo-estadounidense. Es conocido principalmente por su novela Llámame por tu nombre.
Nació en Egipto en el seno de una familia sefardí y pasó parte de la adolescencia en Italia hasta que sus padres se trasladaron a Nueva York en 1968. 

## Biografía
Hijo de Regine y Henri N. Aciman, creció hablando francés como primera lengua y creyendo que tenía la ciudadanía de Francia. Su madre era sorda y su padre tenía una fábrica de tejidos. En esta familia sefardí de origen turco e italiano, también hablaban, además de estos dos últimos idiomas, árabe, griego y ladino. Aunque se habían instalado en Alejandría en 1905, como miembros de comunidades extranjeras egiptizadas (mutamassirum) no podían obtener la nacionalidad egipcia; sin embargo, no fueron expulsados en la última etapa de la crisis de Suez (1956-57), como sí lo fueron franceses e ingleses.
Su padre logró comprar la ciudadanía italiana para la familia y fue así como en 1965, a los catorce años, con su madre y su hermano, llegaron a Roma como refugiados mientras que su padre se trasladó a París. 
En 1968 emigraron a Estados Unidos y se instalaron en Nueva York. Aciman se graduó en lengua inglesa en el Lehman College de esta ciudad (1973) y obtuvo un doctorado en literatura comparada en la Universidad de Harvard (Cambridge, Massachusetts, 1988).
Su primer libro fue uno de memorias, La huida de Egipto (1995), y hubo que esperar 12 años a que apareciera su primera novela, Llámame por tu nombre (Call me by your name). Publicada en 2007, tuvo buena crítica y Luca Guadagnino la llevó al cine con guion de James Ivory (Aciman hace una breve aparición como personaje secundario). Estrenada con el mismo nombre en el Festival de Cine de Sundance 2017, en España conservó su nombre inglés mientras que en algunos países de Hispanoamérica fue divulgada con el título en castellano. Sus siguientes novelas también han sido alabadas por los críticos y han sido traducidas a diversos idiomas, incluido el español. Escribe asimismo relatos y ensayos.
Como especialista en la obra de Marcel Proust, coordinó y editó en 2004 el Proust Project y Letters of Transit. Ha sido profesor de literatura comparada y creativa en el Bard College y en las universidades de Princeton y de la Ciudad de Nueva York, donde dirige tanto el Centro de Humanidades como el Instituto de Escritores.

## Obras

### Memorias noveladas
- 1995 Out of Egypt — La huida de Egipto, Norma, 1998; Lejos de Egipto, trad.: Celia Filipetto, Libros del Asteroide, 2021.
- 2019 Homo irrealis — Homo irrealis trad. Núria Molines Galarza; Alfaguara, 2023.
- 2024 Roman Year — Mi año romano trad. Núria Molines Galarza; Alfaguara, 2025.

### Novelas
- 2007 Call Me by Your Name — Llámame por tu nombre, trad.: Guillermo Días Ceballos; Alfaguara, 2008
- 2010 Eight White Nights — Ocho noches blancas, trad.: Bettina Blanch Tyroller; Lumen/Futura, 2010
- 2013 Harvard Square — Harvard Square, trad.: Antonio-Prometeo Moya; Anagrama, 2015
- 2017 Enigma Variations — Variaciones Enigma, trad.: Inmaculada C. Pérez Parra; Alfaguara, 2019. El título está tomado de la obra homónima (1899) del compositor Edward Elgar.[5]
- 2019 Find Me — Encuéntrame, trad.: Inmaculada C. Pérez Parra; Alfaguara, 2020.

## Premios

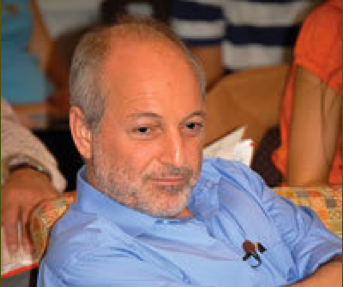
Aciman en 2009

- 1995 Whiting Award por La huida de Egipto
- 2007 Premio Literario Lambda por Llámame por tu nombre